# Stykjunker
Stykjunker, er en forældet betegnelse for de yngste officerer i artilleriet svarende til sergent. Navnet stammer fra det tyske "Stück", som både var en betegnelse for ammunitionen og for artilleriet, og fra junker, der var en officeraspirant.